# Lill-Tjåkas
Lill-Tjåkas är en sjö i Arvidsjaurs kommun i Lappland och ingår i Byskeälvens huvudavrinningsområde. Sjön har en area på 0,0898 kvadratkilometer och ligger 365 meter över havet.

## Delavrinningsområde
Lill-Tjåkas ingår i det delavrinningsområde (728137-166615) som SMHI kallar för Utloppet av Lill-Tjåkas. Medelhöjden är 367 meter över havet och ytan är 0,42 kvadratkilometer. Räknas de 3 avrinningsområdena uppströms in blir den ackumulerade arean 18,83 kvadratkilometer. Vattendraget som avvattnar avrinningsområdet har biflödesordning 4, vilket innebär att vattnet flödar genom totalt 4 vattendrag innan det når havet efter 142 kilometer. Avrinningsområdet består mestadels av skog (28 procent) och sankmarker (51 procent). Avrinningsområdet har 0,09 kvadratkilometer vattenytor vilket ger det en sjöprocent på 21,3 procent.